# BNXT League National Finals MVP
De BNXT League National Finals MVP is een jaarlijkse basketbalprijs in de BNXT League die wordt uitgereikt aan de beste speler in de nationale play-offs op basis van hun Performance Index Rating. De prijs werd voor het eerst uitgereikt met de start van de BNXT League in het seizoen 2021/22.

## Erelijst
| Seizoen | België                       | België | België           | België      | België |                     | Nederland       | Nederland        | Nederland        | Nederland        | Nederland   | Ref.  |
| Seizoen | Speler                       | Pos.   | Nationaliteit    | Club        | Index  | Speler              | Pos.            | Nationaliteit    | Club             | Index            |             | Ref.  |
| ------- | ---------------------------- | ------ | ---------------- | ----------- | ------ | ------------------- | --------------- | ---------------- | ---------------- | ---------------- | ----------- | ----- |
| 2021/22 | Keye van der Vuurst de Vries | G      | Nederland        | BC Oostende | 15,5   | Thomas van der Mars | C               | Nederland        | Heroes Den Bosch | 16,2             | [ 1 ] [ 2 ] |       |
| 2022/23 | Vrenz Bleijenbergh           | F      | België           | BC Oostende | 16,5   | Thomas Rutherford   | F/C             | Verenigde Staten | ZZ Leiden        | 18,0             |             |       |
| 2023/24 | Damien Jefferson             | F      | Verenigde Staten | BC Oostende |        |                     | Brock Gardner   | F                | Verenigde Staten | ZZ Leiden        |             | [ 3 ] |
| 2024/25 | Timmy Allen                  | F      | Verenigde Staten | BC Oostende |        |                     | Le'Tre Darthard | F                | Verenigde Staten | Heroes Den Bosch |             | [ 4 ] |

## Winnaars per club
| België | België      | België                 |        | Nederland        | Nederland  | Nederland |
| Aantal | Club        | Jaren                  | Aantal | Club             | Jaren      |           |
| ------ | ----------- | ---------------------- | ------ | ---------------- | ---------- | --------- |
| 4      | BC Oostende | 2022, 2023, 2024, 2025 | 2      | ZZ Leiden        | 2023, 2024 |           |
|        |             |                        | 2      | Heroes Den Bosch | 2022, 2025 |           |